# Bayangol (distrikt i Mongoliet, Övörchangaj)
Bayangol (mongoliska: Баянгол Сум, Баянгол, Bayangol Sum) är ett distrikt i Mongoliet.   Det ligger i provinsen Övörchangaj, i den centrala delen av landet, 400 km sydväst om huvudstaden Ulaanbaatar.